# Winnie the Pooh (filme)
Winnie the Pooh (bra: O Ursinho Pooh; prt: Winnie the Pooh) é um filme de animação estadunidense de comédia musical de 2011 produzido pela Walt Disney Animation Studios e lançado pela Walt Disney Pictures, inspirado nas histórias de A. A. Milne de mesmo nome. O filme faz parte da franquia "Disney's Winnie the Pooh". É o quinto deles lançado no cinema e a segunda adaptação pela Walt Disney Animation Studios das histórias do Ursinho Pooh. Jim Cummings reprisa seus papéis vocais como Ursinho Pooh e Tigrão, enquanto Travis Oates, Tom Kenny, Craig Ferguson, Bud Luckey e Kristen Anderson-Lopez participam pela primeira vez como Leitão, Abel, Corujão, Bisonho e Can respectivamente. No filme, os residentes do Bosque dos 100 Acres embarcam em uma aventura para salvar Christopher Robin de um suposto culpado imaginário, enquanto Pooh lida com uma fome por mel. O filme é digirido por Stephen J. Anderson e Don Hall, com roteiro de A. A. Milne e Burny Mattinson e produzido por Peter Del Vecho, Clark Spencer, John Lasseter e Craig Sost, e narrado por John Cleese.
O filme estreou em 15 de abril de 2011 no Reino Unido e em 15 de julho de 2011 nos Estados Unidos. Sua estreia no Brasil deu-se em 8 de julho de 2011. A produção do filme deu início em setembro de 2009 com John Lasseter anunciando que eles queriam criar um filme que "transcendesse gerações". O filme contém seis canções de Kristen Anderson-Lopez e Robert Lopez, assim como uma versão da canção tema "Winnie the Pooh" interpretada pela atriz e musicista Zooey Deschanel.
O filme é dedicado a Dan Read, que havia trabalhado em filmes da Disney, incluindo The Emperor's New Groove e Chicken Little, que veio a falecer em 25 de maio de 2010. Também foi dedicado a Huell Howser, que deu voz a Backson.

## Elenco
- Jim Cummings como Winnie the Pooh e Tigger
- Travis Oates como Piglet
- Tom Kenny como Rabbit
- Craig Ferguson como Owl
- Bud Luckey como Eeyore
- Kristen Anderson-Lopez como Kanga
- Wyatt Hall como Roo
- Jack Boutler como Christopher Robin
- John Cleese como Narrador
- Huell Howser como Backson

## Produção
Em 2009, John Lasseter, Stephen J. Anderson e Don Hall viram o clássicos curtas-metragens de Winnie the Pooh para descobrir como fazer o culturalmente relevante personagem-título. Após uma viagem para a Floresta de Ashdown no condado de East Sussex, no sudeste da Inglaterra para explorar a localização das histórias originais de A. A. Milne, os cineastas alistaram Burny Mattinson, um veterano da Disney que trabalhou como o animador chave em Winnie the Pooh e Tigger Too, para servir como o artista principal do storyboard do filme, com Anderson e Hall como diretores.
O diretor Stephen Anderson é mais conhecido pelo seus trabalhos em Meet the Robinsons, Journey Beneath the Sea, Brother Bear, The Emperor's New Groove e Bolt. O diretor Don Hall também tem seu status de veterano na Walt Disney Animation Studios, contribuindo significativamente para The Princess and the Frog, Meet the Robinsons, Brother Bear, Home on the Range, The Emperor's New Groove e Tarzan. Entre os supervisores de animação inclui Mark Henn (Ursinho Pooh, Christopher Robin), Andreas Deja (Tigrão), Bruce W. Smith (Leitão, Can, Guru), Randy Haycock (Bisonho), Eric Goldberg (Abel e o Backson) e Dale Baer (Corujão). Semelhante ao filme The Princess and the Frog, o filme também usa o software Harmony da Toon Boom Animation.
Originalmente, o filme deveria apresentar cinco histórias dos livros de A. A. Milne, mas a versão final acabou se inspirando em três histórias. O produtor executivo John Lasseter também havia anunciado que os amigos e parentes de Abel estariam no filme, mas sua cena foi eliminada.

## Lançamento

### Curtas
O filme foi precedido pelo curta-metragem The Ballad of Nessie, que conta a história de um amigável Monstro do lago Ness chamado Nessie e como ela e seu melhor amigo MacQuack, um pato de borracha, veio viver no lago em que eles chamam de casa. Em algumas exibições internacionais, o episódio  "Cubby's Goldfish" da série do canal Disney Junior Jake e os Piratas da Terra do Nunca também apareceu antes da exibição do filme.

### Home media
O filme foi lançado primeiramente em DVD no Reino Unido em 22 de agosto de 2011. Foi lançado nos Estados Unidos nos formatos de DVD, Blu-ray e download digital em 25 de outubro de 2011. Nos lançamentos foram incluídos os curtas animados The Ballad of Nessie e Mini-Adventures of Winnie the Pooh: "Pooh's Balloon", assim como cenas deletadas.

## Trilha sonora
Esperando encontrar os compositores certos para seu filme, os diretores de Winnie the Pooh, Anderson e Hall, enviaram imagens para cinco equipes de composição. A dupla instantaneamente se apaixonou pelas demos retornadas por Robert Lopez e Kristen Anderson-Lopez, que já haviam trabalhado com o produtor executivo Lasseter e o executivo de música Chris Montan na versão musical de Finding Nemo para o parque temático. A primeira canção que os candidatos de compositores foram convidados a escrever foi a que se tornou "Everything Is Honey", em que Pooh sofre uma alucinação selvagem em sua fome desesperada por mel. A inspiração dos Lopez para escrever sua demonstração bem sucedida era sua falta desesperada do sono naquele tempo por causa da inquietação de sua filha mais nova, a recém-nascida Annie. Os Lopez escreveram sete canções para o filme, incluindo "The Tummy Song", "A Very Important Thing to Do", "Everything Is Honey", "The Winner Song", "The Backson Song", "Pooh's Finale" e "It's Gonna Be Great".
"The Backson Song" também foi inspirado, novamente, pelos problemas dos Lopez com a dificuldade de sua filha mais nova de dormir durante a noite, bem como o fato de que o pedido da Disney para a música veio enquanto eles estavam em "férias no inferno" na Fire Island (nas palavras de Anderson-López) e eles tiveram que pedir um piano em uma igreja local para compor. Zooey Deschanel realizou três canções para o filme, incluindo a canção tema Winnie the Pooh, "A Very Important Thing to Do" e uma canção original de crédito final "So Long", que foi escrito por Deschanel e realizada em parceria com o seu colega de banda She & Him, M. Ward.
A instrumental do filme foi composta por Henry Jackman, com música adicional de Christopher Willis.
No trailer do filme, a canção "Somewhere Only We Know" da banda britânica de rock alternativo Keane foi usada ao invés da música composta por Jackman. A canção de Keane não foi incluída na trilha sonora.
A canção "So Long" foi indicada ao Grammy Award para Best Song Written for Visual Media na edição de 2012. A aclamada canção "The Backson Song", junto com "So Long", foi pré-nomeada para o Oscar de melhor canção original. Henry Jackman também foi pré-nomeado para o Oscar de melhor banda sonora. No entanto, nenhuma delas foi indicado.
Embora Winnie the Pooh não tenha feito o sucesso que esperava, porque abriu contra o último filme da série de filmes de Harry Potter, foi enquanto trabalhavam no filme que os executivos da Disney começaram a perceber o instinto dos Lopez de histórias através das músicas. Por sua vez, eles não tiveram de fazer audição para o seus próximo projeto na Disney, em vez disso, a Disney direcionou Frozen para eles.
Para a versão brasileira, a cantora Fernanda Takai substituiu Zooey Deschanel nas músicas, participando da canção tema da série e "Uma Coisa Muito Importante Pra Fazer", versão de "A Very Important Thing To Do". Takai diz ser grande fã da animação, afirmando que possui uma pelúcia grande do Pooh em casa.

### Lista de faixas
Todas as músicas compostas por Henry Jackman (com música adicional de Christopher Willis), exceto onde estiver indicado.
| Edição original |                                           |                                                      |                                                                      |         |  |
| N.º             | Título                                    | Compositor(es)                                       | Intérprete(s)                                                        | Duração |  |
| 1.              | "Winnie the Pooh"                         | Robert B. Sherman, Richard M. Sherman                | Zooey Deschanel & M. Ward                                            | 2:32    |  |
| 2.              | "The Tummy Song"                          | Robert Lopez, Kristen Anderson-Lopez                 | Jim Cummings & Robert Lopez                                          | 1:07    |  |
| 3.              | "A Very Important Thing to Do"            | Robert Lopez, Kristen Anderson-Lopez                 | Zooey Deschanel                                                      | 0:47    |  |
| 4.              | "The Backson Song"                        | Robert Lopez, Kristen Anderson-Lopez                 | Elenco - Winnie the Pooh                                             | 2:55    |  |
| 5.              | "It's Gonna Be Great"                     | Robert Lopez, Kristen Anderson-Lopez                 | Bud Luckey & Jim Cummings                                            | 2:05    |  |
| 6.              | "Everything Is Honey"                     | Robert Lopez, Kristen Anderson-Lopez                 | Jim Cummings, Zooey Deschanel, Kristen Anderson-Lopez & Robert Lopez | 2:00    |  |
| 7.              | "Pooh's Finale"                           | Robert Lopez, Kristen Anderson-Lopez                 | Robert Lopez, Zooey Deschanel, & Elenco - Winnie the Pooh            | 1:05    |  |
| 8.              | "So Long"                                 | Zooey Deschanel                                      | Zooey Deschanel & M. Ward                                            | 3:28    |  |
| 9.              | "Main Title Sequence / Winnie the Pooh"   | Robert B. Sherman, Richard M. Sherman                | Zooey Deschanel & M. Ward                                            | 2:24    |  |
| 10.             | "Pooh Greets the Day"                     |                                                      | Henry Jackman                                                        | 2:46    |  |
| 11.             | "Get You Tiggerized!"                     |                                                      | Henry Jackman                                                        | 2:08    |  |
| 12.             | "Woods and Words / Backson Tracks"        |                                                      | Henry Jackman                                                        | 3:41    |  |
| 13.             | "Eeyore Needs His Tail / The Winner Song" | Henry Jackman / Robert Lopez, Kristen Anderson-Lopez | Elenco- Winnie the Pooh                                              | 2:08    |  |
| 14.             | "Picnic and Beehive Chase"                |                                                      | Henry Jackman                                                        | 2:26    |  |
| 15.             | "Hundred Acre Spy Game"                   |                                                      | Henry Jackman                                                        | 3:34    |  |
| 16.             | "Stuck in the Pit/Balloon Chase"          |                                                      | Henry Jackman                                                        | 4:04    |  |
| 17.             | "A Honey Happy Ending"                    |                                                      | Henry Jackman                                                        | 2:44    |  |
| 18.             | "Winnie the Pooh Suite"                   |                                                      | Henry Jackman                                                        | 4:38    |  |